# Андрєєвка (Тереньгульський район)
Андрєєвка (рос. Андреевка) — присілок в Тереньгульському районі Ульяновської області Російської Федерації.
Населення становить 12 осіб. Входить до складу муніципального утворення Красноборське сільське поселення.

## Історія
Від 2004 року входить до складу муніципального утворення Красноборське сільське поселення.

## Населення
| 2010 |
| ---- |
| 12   |